# Libouš
Libouš (německy Liebisch) je zaniklá vesnice v okrese Chomutov. Nacházela se 4,5 kilometru jihozápadně od Března v nadmořské výšce 288 metrů. Místo, kde vesnice stávala, se nachází v katastrálním území Březno u Chomutova. Libouš zanikla z důvodu rozšiřování hnědouhelného lomu Nástup v roce 1969.

## Název
Název vesnice byl odvozen z osobního jména Libúš. V historických pramenech se jméno vesnice vyskytuje ve tvarech: in Libuss (1368), de Libusse (1400), de Libausse (1485), na Libaussi (1606), Libaussi (1629), Libisch (1787) nebo Liebisch (1846).

## Historie
Okolní krajina byla osídlena již v pravěku. V době bronzové se u vesnice nacházelo sídliště únětické kultury a později dvě sídliště lidu knovízské kultury. Jedno z nich bývalo jihozápadně od vesnice, kde bylo nalezeno čtrnáct sídelních jam zahloubených do porcelanitového podloží. Kromě keramických střepů, hliněných závaží a kamenných mlýnků zde byly odkryty také pozůstatky lidských koster. Nedaleko byla nalezena skupina podobných objektů v prostoru štěrkovny mezi Libouší a Lužicí. Vzhledem k blízkosti obou lokalit je pravděpodobné, že obě byly součástí jednoho rozsáhlejšího sídliště.
První písemná zmínka o vesnici pochází z roku 1368. Část vesnice tehdy patřila Radimovi z Mlýnce, který toho roku daroval čachovickému kostelu desátek ze svého liboušského majetku. Roku 1387 je vesnice uváděna jako sídlo Litolta staršího z Portenu. Další zpráva pochází až z roku 1485, kdy byl majitelem panství místopísař Václav Baštín z Libouše, kterému vesnici vypálil a poddané zajal Mikuláš Šlik. Baštínova dcera dostala Libouš jako věno a vdala se za Karla z Doubravy, který vesnici okolo roku 1501 prodal Felixovi z Fictumu. Od Felixova syna Hanuše panství v roce 1528 koupil Volf ze Štampachu, který si zde nechal postavit tvrz. Volf zemřel roku 1553 a pohřben byl v Kralupech. Měl syny Linharta a Matyáše, z nichž Libouš zdědil Linhart, který ji spolu s částí Poláků odkázal synovi Janu Rejchartovi Štampachovi. Od jeho syna Zdislava Štampacha obě panství koupil roku 1629 hrabě Jindřich Šlik. Tvrz v sedmnáctém století přestala sloužit jako panské sídlo a byla upravena k hospodářským účelům a později na sýpku.
Podle berní ruly z roku 1654 v Libouši žili dva sedláci a sedm chalupníků. Sedláci měli jen dva potahy a chovali dvě krávy, dvě jalovice, osm prasat a dvě kozy. Chalupníkům patřilo pět potahů, devět krav, pět jalovic, čtyři ovce, šestnáct prasat a čtyři kozy. Na polích se pěstovala pšenice a žito, ale velká část pozemků ležela ledem.
Libouš byla v roce 1740 oddělena od Poláků a připojena k Ahníkovu, u kterého zůstala až do zrušení patrimoniální správy v polovině devatenáctého století. Přes rozvoj hornictví tehdy stále hrálo významnou roli zemědělství. Zdejší půda bývala velmi úrodná a na polích se pěstovala pšenice, žito, ječmen, cukrová řepa, oves, brambory a luštěniny.
Těžba hnědého uhlí v okolí Libouše začala již na konci osmnáctého století, ale pro složitou geologickou stavbu uhelné sloje a nepříliš kvalitní uhlí nikdy nedosáhla velkého významu. V polovině devatenáctého století jsou odsud známy nákladnické doly Jan Antonín, Michal, Ferdinand, Václav, Františka, Josef a Prokop, které produkovaly maximálně 800 tun uhlí ročně a zanikly nejpozději během hospodářské krize po roce 1873. Významnější byly vrchnostenské doly Karel Leo a Alžběta a menší nákladnický důl Anna (též Karel Anna). Důl Karel Leo byl otevřen v letech 1807–1908 asi 500 severně a severovýchodně od vesnice. Zaměstnával pět až deset horníků, kteří čtyřicet metrů hlubokou šachtou těžili tři uhelné sloje o mocnosti 1,4–3 metry. Za dobu existence dolu z něj bylo získáno asi sto tisíc tun uhlí. Důl Alžběta byl otevřen v polovině devatenáctého století a fungoval až do jeho posledního desetiletí. Jeho celková produkce byla také asi 100 000 tun. Důl Anna se nacházel na západním okraji vesnice od padesátých let devatenáctého století, a přestože byl načas opuštěn, došlo k jeho obnově v letech 1897–1910. Pracovalo v něm až deset horníků, kteří dobývali dvě sloje, z nichž získali celkem asi padesát tisíc tun uhlí.
Dne 15. srpna 1945 ve vsi žili pouze tři Češi, takže vesnici postihlo vysídlení Němců z Československa, v jehož důsledku klesl počet obyvatel přibližně na polovinu oproti předválečnému stavu. Postupně se sice téměř vrátil na původní úroveň, ale v té době se už plánoval zánik vesnice v důsledku povrchové těžby uhlí v prostoru Lomu Nástup. Koncem šedesátých let pak Libouš zcela zanikla. Podle některých zdrojů vesnice zanikla až v roce 1979, ale podle sčítání lidu v roce 1970 ve vsi už nikdo nežil.

## Obyvatelstvo
Při sčítání lidu v roce 1921 zde žilo 138 obyvatel (z toho 67 mužů), kteří byli s výjimkou jednoho Čecha německé národnosti a všichni patřili k římskokatolické církvi. Podle sčítání lidu z roku 1930 měla vesnice 164 obyvatel: devět Čechů, 153 Němců a dva cizince. Kromě jednoho evangelíka a jednoho člověka bez vyznání se hlásili k římskokatolické církvi.
|           | 1869 | 1880 | 1890 | 1900 | 1910 | 1921 | 1930 | 1950 | 1961 |
| --------- | ---- | ---- | ---- | ---- | ---- | ---- | ---- | ---- | ---- |
| Obyvatelé | 161  | 164  | 185  | 171  | 166  | 138  | 164  | 79   | 143  |
| Domy      | 25   | 24   | 23   | 25   | 27   | 27   | 30   | 22   | 29   |

## Obecní správa a politika
Po zrušení poddanství se Libouš roku 1850 stala samostatnou obcí v okrese Chomutov, kterou zůstala až do roku 1962 a od 1. ledna 1963 se stala částí obce Březno. Ještě předtím se částí Libouše staly tehdy už vysídlené Čermníky. Úředně byla Libouš zrušena 1. ledna 1969. Podle Historického lexikonu obcí však Libouš byla částí Března už v roce 1961 a zanikla až 1. ledna 1979.
Při volbách do obecních zastupitelstev konaných 22. května 1938 v Libouši žilo osmdesát voličů. Volby však neproběhly, protože kandidátní listinu podala pouze Sudetoněmecká strana, která se tak automaticky stala vítězem voleb.

## Pamětihodnosti
Mariánský sloup z Libouše datovaný rokem 1716 stojí před kaplí svaté Anny ve Vikleticích. U silnice do Bran bývala boží muka z roku 1690.